# Captain Tsubasa
Captain Tsubasa (キャプテン翼, Kyaputen Tsubasa) é uma série de mangá escrita e ilustrada por Yoichi Takahashi. Foi originalmente publicada na Weekly Shōnen Jump entre 1981 e 1988. Foi exportada e bem recebida na América do Sul, Europa e Oriente Médio. A série já foi conhecida inicialmente como Super Campeões no Brasil, e ainda como Capitão Falcão (1ª exibição) em Portugal. É conhecida por Campeões: Oliver e Benji em Portugal, e no Brasil como Capitão Tsubasa desde 2018.
O tema central de Captain Tsubasa é sobre o futebol. Como a série serviria para promover o desporto no Japão, a produção de Captain Tsubasa foi patrocinada pela Associação Japonesa de Futebol durante o desenvolvimento do anime, que funcionou. A série foi um sucesso instantâneo no país e ajudou a melhorar a imagem e a reputação da Seleção Japonesa de Futebol.
O foco da história está nas aventuras da seleção japonesa de futebol com foco em seu capitão, Oliver Tsubasa. A série é caracterizada por movimentos de futebol dinâmicos contidos em ações fantasiosas. Também trata do relacionamento de Tsubasa com seus amigos e oponentes, além de sua rotina como jogador.
No Japão, a série Road to 2002 foi exibido na TV Tokyo em 2001/2002.
No Brasil, a série Captain Tsubasa J foi transmitida na extinta Rede Manchete.  Posteriormente, Road to 2002 foi exibida pelo Cartoon Network e pela RedeTV!. Em 2003, foram lançados 2 DVDs relançados em 2007. Em 2018, a Cartoon Network comprou os direitos do remake mais recente da série aproveitando a proximidade da  Copa do Mundo FIFA de 2018. Como consequência, a série passou a ser transmitida em seu canal brasileiro.
Em Portugal, a série Captain Tsubasa (original) estreou na RTP2 em 1993, intitulada como Capitão Hawk e na versão original japonesa com legendas até ao episódio 53. Do episódio 54 até ao fim foi emitida no RTP1 mas na versão italiana com legenda, mantendo o mesmo nome. Mais tarde, a série Captain Tsubasa J foi exibida no Canal Panda, na versão espanhola com legendas, de 2002 a 2003 (intitulada como Super Campeões). De 2003 a 2005 foram exibidas na SIC as séries, Captain Tsubasa (original) e Road to 2002 desta vez com dobragem portuguesa dos estúdios Somnorte baseada na dobragem espanhola e sob o nome de Campeões: Oliver e Benji (nome que perdura até hoje). Ambas repetiram com a mesma dobragem no Canal Panda de 2006 a 2008, de 2ª a 6ª, às 13h00 e às 20h30 e aos fins de semana, às 8h00 e às 19h00. Entre 2010 e 2012, foram exibidas na RTP2 e na RTP1, tendo sido no 1º canal o último programa da rubrica "Brinca Comigo", antes da transição para "Zig Zag" (como a RTP2). Entre 2014 e 2018, foram reexibidas pelo Canal Panda. Mais tarde, foi exibido em 2019 no Biggs o remake de 2018 intitulado simplesmente de Captain Tsubasa. Mais tarde, regressou a série Road to 2002 no Panda Kids em 19 de agosto de 2024.

## Sinopse
Oliver Tsubasa (Tsubasa Ozora, em japonês) é um grande jogador de futebol japonês que recorda os seus momentos de infância durante a rivalidade entre os colégios Shuutesu e Nankatsu (São Francis e Niupi em Portugal), um clube de futebol fraco mas que melhora bastante com a adição de Tsubasa. Mas o Shutesu tem um guarda-redes imbatível, Benji Price (Genzo Wakabayashi, em japonês) e Tsubasa consegue ser o primeiro a marcar-lhe um golo, durante um jogo para uso do campo de treinos.
Na final do torneio inter-escolas, estas duas equipas voltam a enfrentar-se. Benji Price saiu da baliza, durante um pontapé-de-canto dando a vantagem ao Shutesu. Durante o jogo, as coisas complicam para o Nankatsu, pois o seu capitão de equipe, o personagem cômico da série, Bruce Ishizaki lesiona-se, mas esta lesão permitiu a Toby Misaki (Taro Misaki, em japonês) substitui-lo, e uma troca de bola espetacular entre os dois resulta no gol do empate, após um cabeceamento de Oliver Tsubasa que mais uma vez conseguiu bater Benji Price. Mais tarde Oliver e Toby vieram a ser conhecidos como "Dupla De Ouro". O resultado do jogo foi 1-1 e ambas as equipes partilharam o troféu.
Mais tarde, a Federação Japonesa De Futebol, decidiu colocar todas as equipes na cidade num só, convocando para a equipe os melhores jogadores de toda a cidade. Esse clube foi conhecido como "New Team", era uma equipe de sonho cheias de vedetas, com destaque para Oliver, Toby e Benji. Mas o outro candidato ao título também tinha uma estrela com uma veia goleadora imparável: Kojiro Hyuga (Mark Landers, na dobragem portuguesa) jogador do "Meiwa", um jogador vindo de origens pobres, órfão de pai, com três irmãos mais novos que joga futebol para ajudar a família, e ainda trabalha na distribuição de jornais e de garrafas. 
O treinador da equipe do Meiwa, Kira é o mestre deste grande jogador, que lhe adotou um futebol agressivo. Mas Tsubasa, também tinha um grande mestre: a imparável estrela do Brancos, que também jogava pela Seleção do Brasil, o grande Roberto Maravilha (Roberto Hongo), que viria a aposentar-se do futebol profissional devido a problemas óticos. O New Team era favorito à conquista do Título de Campeão Nacional, mas Benji Wakabaiachi sofreu uma lesão grave na perna num jogo contra o Shimada, e o grupo capitaneado por Oliver Tsubasa viu-se em dificuldades para chegar à final, vencendo o Hanawa dos gémeos James e Jason Tachibana, o Nakano de Teo Nakaishi e principalmente, o Mambo de Julian Misuki (Jun), este só conseguiu ganhar pois Misuki sofria do coração.
A New Team chegou à final, onde iria enfrentar a equipe que a venceu no primeiro jogo da fase de grupos, o Meiva. Benji Wakabayashi, jogou excecionalmente nesta grande final, que a New Team venceu por 2-1, tornando-se Campeão Nacional. Mas após este campeonato, as coisas mudaram: Carlos Misaki foi jogar na França, Benji Wakabayashi foi jogar para a Alemanha, e Roberto Maravilha (Hongo) voltou para o Brasil o que causou um enorme desgosto a Oliver.
Dois anos passaram, todos os jogadores da New Team transferiram-se para o Nankatsu, que havia ganho novamente o campeonato, mas o tri não iria ser fácil. Num jogo contra o Hirado, Oliver Tsubasa deslocou o ombro após um confronto com Jito Hiroshi, mas o Nankatsu ainda conseguiu ganhar 3-2, após ter estado a perder 2-0. Nas meias-finais, o Nankatsu venceu o Furano de Phillip Matsawayma por 3-2 classificando-se para a final, onde iria enfrentar o Toho, nova equipe de Kojiro Hyuuga. 
Hyuuga que havia falhado todo o campeonato, devido a desentendimentos com o seu treinador, por ter abandonado o seu clube para treinar com Kira, onde havia inventado o Remate De Tigre, um remate com uma potência brutal, treinado na praia. Mas antes de Roberto ter ido para o Brasil, ensinou Oliver a executar um Remate Colocado, um remate que servia para simular que a bola sai por cima da barra, mas desce repentinamente apanhando o guarda-redes desprevenido. Devido à lesão, Oliver jogou apenas a segunda parte, mas ao intervalo, o Nankatsu já perdia por 3-0 com um "hat-trick" de Kojiro Hyuuga. Na segunda parte, já com Oliver em campo, Hyuuga marcou mais um gol e o Nankatsu perdia por 4-0. Mas Oliver não desistiu e marcou quatro gols espetaculares:
1. Um remate potente que o goleiro Ed Warner havia defendido, mas o remate foi tão forte que o empurrou para dentro da baliza.
2. Hyuuga executou o seu Remate De Tigre no meio-campo, mas Tsubasa respondeu com um remate ainda mais forte, marcando um gol no meio-campo.
3. Bruce fez um passe com um pontapé-de-bicicleta para Oliver que executou outra fazendo o 4-3.
4. No último lance do jogo, Tsubasa fez um remate onde o Warner se atrasou para o lado certo, mas a bola desferiu um arco, indo para o lado oposto empatando a partida.

No prolongamento, não houve mais gols, e ambas as equipas partilharam o troféu com Oliver e Kojiro a trocarem de camisas. Em seguida, realizou um Campeonato Mundial De Juniores De Futebol em França, onde o Japão venceu a Itália do goleiro imbatível Gino Ernando por 2-1, a Argentina do fantástico Juan Días e do maravilhoso construtor de jogo, Pascal por 4-3, venceu a seleção da casa, a França do artista do relvado, Pierre, e do goleador, Napoleão num jogo que terminou num empate 4-4, e que o Japão venceu nas grandes penalidades por 5-4. Na final o Japão vence a Alemanha e Tsubasa vai jogar no Brasil.

## Franquia
A saga completa de Captain Tsubasa é dividida em quatro partes principais: Captain Tsubasa (série original), Shin Captain Tsubasa, Captain Tsubasa J e Road to 2002. No entanto, a série original ganhou um Remake em 2018 que faz a recapitulação de uma forma mais comprimida.

### Capitan Tsubasa
A série de TV de 1983 conta com 128 episódios e foi lançada no Japão em 28 de Outubro de 1983, porém não abordou toda a trajetória, assim ganhando mais 13 episódios em 1989 por meio dos OVA's Shin Captain Tsubasa. A versão Captain Tsubasa J teve 47 episódios e esteve mais focada no World Youth, tal como Captain Tsubasa Road to 2002, que teve 52 episódios foca na passagem do protagonista pelo Brasil e sua ida posterior para a Europa. A versão Captain Tsubasa 2018 trata de dar uma repaginada na versão de 1983, porém adaptando-se aos dias de hoje quanto a questões de regras do esporte e tecnologia atual.

### Inspiração
A série "Capitan Tsubasa" foi criada no Japão, numa altura em que o futebol japonês era extremamente fraco. A série foi baseada em inspirar o universo do futebol japonês que podiam dar a volta por cima, principalmente em torno de Tsubasa Oozora, Genzo Wakabayashi, Kojiro Hyuga e Taro Misaki.

### Captain Tsubasa J (World Youth)
Nesta nova versão, os primeiros arcos são resumidos e em seguida são complementados com parte da Copa do Mundo FIFA Sub-20 de 1979, realizada no próprio Japão, adaptando a segunda série no mangá. Contudo, a qualidade desta série em termos de desenho é melhor e os episódios são mais curtos.
Captain Tsubasa J contém 47 episódios, divididos em duas fases. De 1 a 33, conhecemos a história de Oliver Tsubasa, mais um episódio que é um resumo contando de quando Oliver enfrenta Benji até o dia de quando Nankatsu venceu Meiwa, contado por Ryo Ichizaki. De 35 a 47, a revelação de um novo personagem: Shingo Aoi. Além disso, esta fase também transmite o fim de São Paulo x Flamengo, a introdução de Shingo Aoi na série A, o surgimento dos Sete Verdadeiros, e as Eliminatórias para a  Copa da Ásia de 1980. Além disso,algumas partes da história contam a Copa do Mundo FIFA Sub-20 de 1979,que foi realizada no próprio Japão. Sua estréia foi ao ar na TV Manchete e seus temas são Somos os Super Campeões para abertura no lugar de Fighting e encerramento Oliver substituindo o tema Otoko Daro!. Seus temas ganharam tema para vinil e fitas k7 no lugar dos temas originais, até serem remasterizados.

### Captain Tsubasa Road to 2002
A penúltima série a ser produzida motivada pela realização da Copa do Mundo FIFA de 2002,em que o Japão sediou juntamente da Coreia do Sul. Ela é composta pelo remake da etapa primária, secundária, seguidas de um campeonato juvenil sub-16, e a ida de Tsubasa para Brasil  jogar contra Carlos Santana, e a última parte, que conta a história do novo mangá Road To 2002 onde Tsubasa vai para a Espanha garantir vaga no clube de Barcelona, porém tem que provar que pode jogar ao lado do craque brasileiro Rivaul (Personagem inspirado em Rivaldo). Seus temas de abertura e encerramento foram mantidos mesmo na dublagem do Cartoon Network. Com a reestreia na Rede TV, seus temas de abertura e encerramento não foram utilizados e exibido junto com Fullmetal Alchemist, que seguiu o mesmo exemplo, sem os temas de abertura e encerramento. Em 2021 entrou no catálogo do streaming Looke, com o nome de Super Campeões - Rumo ao Sonho.

### Captain Tsubasa (2018)
A nova versão, estreou em abril de 2018, deu novos ares ao mangá lançado em 1983 e mostrar os primeiros passos de Tsubasa nos gramados. O Cartoon Network no Brasil começou sua estreia com 4 episódios seguidos no dia 1 de julho de 2018. As exibições estão sendo alternadas, sendo a primeira nas plataformas do YouTube, sendo que antes tinha sido exibido em alguma emissora desconhecida e a segunda no Cartoon Network no horário das 23 horas. Os temas de abertura Moete Hero e Kizudarake no Ai foram trocados na versão dublada e o tema de encerramento Start Dash também utilizando o tema de abertura instrumental ou karaoke. Na versão original do Cartoon Network é japonesa, mas parte dos episódios da série apresentam cortes.
O Biggs garantiu os direitos para a transmissão da série em Portugal que estreou nas televisões portuguesas a 27 de maio de 2019 às 21h30 no referido canal, com dobragem em português de Portugal. A série foi dividida em 2 partes, tendo a 2ª parte estreado no Biggs a 3 de agosto de 2020.

## Filmes
Após o sucesso de Captain Tsubasa, vários filmes e especiais começaram a ser lançados em torno da série. Apesar de não serem criação de Yoichi Takahashi, muitos consideram estas obras como parte da cânone oficial.

### Europe Daikessen
A tradução do nome para o português seria A grande batalha da Europa.
Este filme foi realizado em 13 de julho de 1985, e é o primeiro filme de Captain Tsubasa. Dura aproximadamente 41 minutos. Neste filme o Japão enfrenta uma equipe combinado europeu com jogadores como Pierre, Karl-Heinz Schneider e cia, e vence os europeus por 3 a 2.

### Ayaushi! Zen Nippon Jr.
A tradução do nome para o português seria Cuidado! Japão Juvenil..
Este filme também é do ano de 1985, tem duração de 60 minutos. É basicamente a desforra dos jogadores europeus diante da humilhação sofrida anteriormente, porém o Japão vence por 4 a 3.

### Sekai Deikessen! Jr. World Cup
A tradução do nome para o português seria A grande batalha no mundo! A copa mundial juvenil.
Este filme é de 1986, considerado um dos melhores, onde a trama se passa nos Estados Unidos. As seleções convidadas foram: Japão, uma seleção combinada Europeia, uma seleção combinada da América do Sul e o anfitrião EUA, onde o Japão enfrenta os EUA, e a Europa enfrenta a América do Sul. No primeiro jogo o Japão vence por 3 a 0, na outra partida a América do Sul de Juan Diaz, Carlos Santana e do técnico Roberto Hongo vence a Europa de Schneider e Pierre por 3 a 2. Na partida final, O Japão vence a América do Sul por 2 a 1. No fim da partida Roberto vai felicitar Tsubasa e lhe promete levá-lo para o Brasil.
Este filme também serviu para a introdução dos personagens Schneider, Pierre, Juan Dias, Ramon Victorino e Carlos Santana, pois mais tarde todos foram introduzidos no mangá, no Torneio Juniores sub-16 surgiram Schneider, Pierre, Napoleon, Ramon Victorino e Juan Diaz, no arco World Youth introduziram Caros Santana, este último teve o visual alterado, devido que neste filme de 86 ele tinha cabelos loiros e olhos verdes. Pode-se dizer que suas versões nesse filme foram uma espécie de rascunho para suas verdadeiras versões que saíram depois no mangá.

### Asu Ni Mukatte Hashire
A tradução do nome para o português seria Correndo em direção ao amanhã.
Este filme é de 1986 e tem duração de 40 minutos. Mostra um jogo entre as equipes escolares. A equipe de Tsubasa vence por 1 a 0.

### Saikyo No Teki! Holland Youth
A tradução do nome para o português seria Inimigo forte! Holanda Juvenil.
Depois de oito anos sem filmes de Captain Tsubasa, em 1994 apareceu o último filme realizado. Tem uma duração de 48 minutos. Sem dúvida este filme é o mais importante de todos. Com ele se marca o início da nova etapa de Captain Tsubasa, já que este surgiu do primeiro prólogo da segunda parte, Captain Tsubasa World Youth, e serve como prólogo da série Captain Tsubasa J. A história trata-se das duas partidas que o Japão fez contra os Países Baixos na preparação para o mundial. Na primeira partida os Países Baixos se impõem sobre o Japão e vence por 7 a 0. No segundo jogo, o Japão impõe-se e vence pelo incrível resultado de 11 a 1. O filme termina com a partida de Tsubasa para o Brasil, quando volta para o São Paulo FC.

## Diferenças entre anime e mangá
Assim como acontece em outras séries de animangás, existem muitas diferenças entre o mangá e o anime em todas as fases de Captain Tsubasa. Muitas delas chegam a confundir a cabeça de muitos fãs, justamente por se tratar de uma história de futebol, portanto, sem um enredo muito fixo. Existem 4 séries de anime (Captain Tsubasa, Captain Tsubasa J, Captain Tsubasa Road to 2002 e Captain Tsubasa (2018)) e com exceção do Remake de 2018, nenhuma tem relação entre si e tanto que cada uma conta o início da história de Tsubasa de um jeito diferente.
A série Captain Tsubasa J trata-se de um remake da fase do primário e do início da fase World Youth. Ele termina quando o Japão se classifica para a Copa Asiática e depois que os jogadores conseguem vencer os Sete Verdadeiros. Mas a Copa da Ásia e o Mundial sub-19, que são consideradas pela maioria dos fãs como a melhor parte da fase, ficou fora do anime. Na primeira parte mostra um tema direcionado as mães a de Tsubasa e Roberto. A mãe de Roberto falece. Este parte para o Brasil sozinho sem o Tsubasa para prestar respeito a ela que faleceu, uma versão diferente da história original. A segunda parte mostra a história de Shingo Aoi uma promessa do futebol que entra em um time da Itália para depois ser conhecido pelo mundo. Mostra também uma parte da aparição do RJ-7 (Os 7 Verdadeiros) e o desafio da Seleção Japonesa.
Captain Tsubasa Road to 2002, a nova versão do anime, também não segue muito a história original. Tudo é contado de uma maneira diferente. No anime, por exemplo, as equipes São Paulo, Flamengo, Barcelona etc. foram renomeadas para nomes fictícios como "Brancos", "Domingos", e "Catalunha" (respectivamente). O anime também criou a Copa do mundo entre Brasil e Japão no final da história, já no mangá Tsubasa só vai para Barcelona depois desta Copa (que acontece no Captain Tsubasa J do mangá) e depois de se casar com a Sanae.
Captain Tsubasa (2018) faz a recapitulação da versão clássica, no entanto, dada a modernidade, substitui elementos de comunicação para adaptar-se aos tempos atuais, e prioriza por contar a história sem eliminar/reduzir presenças de figuras importantes para o avanço do protagonista, como Nakanishi, Shun Nitta e Makoto Soda. Esta versão, também visa adaptar os nomes verdadeiros dos clubes, no entanto, complicações quanto a licenciatura dos nomes podem impedir que os mesmos venham a ser reproduzidos. Os episódios exibidos, pedaços desses episódios não foram passados, no primeiro, quando Tsubasa chuta a bola em direção da casa do Genzo, Roberto que estava andando bêbado por aí vê a bola voando, indicando ser o chute de Tsubasa, até ele aparecer e ser perseguido pelo cão do Genzo. No décimo episódio não mostra como o pai de Tsubasa e Roberto se conheceram. O pai de Tsubasa o salva quando este tentou cair na água quando Roberto estava deprimido e o aconselha ir para o Japão para procurar um médico para seus olhos, mas o veredito acabou sendo o mesmo, seus olhos não tinham cura. Mudança também no diálogo de Matsuyama no 45, ele menciona do Katagiri, tal diálogo que não foi mencionado na versão dublada.

## Personagens
Na série, cada equipa conta com alguns "personagens destaque". Todos possuem técnicas especiais de chute, passe ou até defesa, e a maioria deles até se baseiam em futebolistas reais.

### Craques
- Tsubasa Ozora: Personagem principal. É bastante amigável, determinado, e por mais estranho que pareça, é humilde e orgulhoso ao mesmo tempo. O seu objetivo é ser o melhor jogador do mundo. Seu nome é Oliver Tsubasa na versão Portuguesa (Na 1ª exibição em Portugal, era conhecido pelo nome original) e Brasileira (Até a Versão 2018 quando retorna ao nome original) . Ele tem o Drive Shot, conhecido também como Chute de/Pontapé Trivela (Road to 2002) ou Pontapé Voador (J) e ainda Pontapé Falcão (na 1ª exibição em Portugal) que faz muito bem, foi o último pontapé que Roberto ensinou a ele antes de voltar ao Brasil. Somente em Portugal, Brasil, Espanha e na versão mexicana é chamado de Oliver e no Road 2002 alternou os nomes.
- Taro Misaki: Ele faz a primeira e principal dupla de Tsubasa chamada de "Golden Combi (Dupla de Ouro)" e juntos fazem ataques geniais. Costuma mudar de escola várias vezes por causa do pai que é viajante. Habilidoso, ágil e inteligente, é considerado um dos maiores Gênios de sua geração. É chamado Tobi na versão portuguesa, e Carlos na versão brasileira, de J e em parte do Road to 2002, porém com o decorrer da série seu nome retorna ao original e se estabelece na versão 2018.

- Kojiro Hyuuga: É o jogador que acredita que só pode vencer usando a força bruta no futebol. Sua técnica é o que chama de futebol de ataque. Apesar de agressivo no jogo e um pouco impaciente, é uma boa pessoa. Possivelmente devido a erros de dublagem (constante motivo de queixa entre os fãs da série), Hyuga é chamado de "Ruega" na versão Road to 2002, sendo somente corrigido na Versão 2018. Na versão portuguesa é o conhecido Mark Landers, que começou por ser rival de Oliver e mais tarde um bom amigo. Curiosamente sempre joga com as mangas da camisa arregaçadas até os ombros, o que é proibido pelas regras do futebol.

- Takeshi Sawada: Companheiro de Kojiro que o apoia em alguns momentos. Tem estado com Kojiro desde o Meiwa até o Toho. No segundo ano da escola nacional era Kojiro, Sorimachi e Takeshi, mas também ensina a Kojiro o que é na verdade o trabalho em equipe para que Kojiro não se exiba fazendo gols fora da grande área. É também selecionado para jogar na seleção japonesa com Kojiro. Com a aparição do Real Japan Seven (Os Sete Verdadeiros), Sawada teve de se virar com seus companheiros da seleção japonesa, sendo que Kojiro foi retirado.

- Genzo Wakabayashi: Um dos melhores Goleiros/Guarda-Redes. Era muito orgulhoso, mas aos poucos vai perdendo-o e se tornando um grande amigo e aliado de Tsubasa. Seu nome na versão Portuguesa é Benji Price, e no Brasil, tendo somente o seu nome Genzo substituido por Benji. Em Road to 2002 ele é visto usando o boné da Adidas quando jogava no Nankatsu e na seleção japonesa, um com a logomarca anterior e o outro com a atual.

- Ken Wakashimazu: Outro grande Goleiro/Guarda-Redes que defende com golpes de karaté e em uma de suas habilidades de defesa consiste em usar a trave como impulso. Era contra em se juntar ao futebol, mas aprende o verdadeiro propósito do futebol jogando com Hyuga, também um rival de Kenzo Wakabayashi (Genzo). Torna-se grande amigo de Shingo Aoi.

- Shingo Aoi: Recente na seleção japonesa. É uma pessoa amigável, mas teve um duro começo como jogador profissional na escola Nakahara. Tsubasa chama Shingo de Nº 12 da escola Nakahara e o presenteia com três moedas, que simbolizam os países em que será sediada a copa do mundo. Sua estreia foi no Lombardia (Intina), em que fica amigo de Gino Hernandes. Ele não tem aparição no Captain Tsubasa a série clássica e no Captain Tsubasa 2018.

- Hikaru Matsuyama: Grande craque que veio dos países gelados do Furano. Na primeira fase do campeonato nacional, seu treinador estava mal e faz a última partida contra o Meiwa e Kojiro estava com febre. Com o fim do primeiro tempo, recebe a notícia que seu treinador falece e tentam avançar para as finais contra o Nankatsu, mas um jogador pega a bola com a mão e Matsuyama tenta converter o pênalti, mas Wakashimazu pega o pênalti e Kojiro faz o gol da vitória fazendo Meiwa ir para as finais contra o Nankatsu. No segundo arco do terceiro ano da copa nacional, Matsuyama conhece Yoshiko Fujisawa e passa ter um caso com ela. Todos os jogadores do Furano recebem bandanas, até Matsuyama. Matsuyama valorizou muito a partida, mesmo quando descobre que Tsubasa tinha machucado o ombro na partida contra Jiito. Mesmo depois da partida quando é derrotado, Matsuyama vê a mensagem escrito "Eu te Amo" escrito por Yoshiko e quando Yoshiko partia para França, Matsuyama se despede dela. O mesmo feito se repete quando jogava contra a França e Matsuyama via Yoshiko na torcida japonesa.

- Taichi Nakanishi: Um guarda-redes gigantesco que se considera melhor que Wakabayashi. Ele é tão grande que consegue defender chutes do Tsubasa sem mexer o corpo. Joga no Naniwa FC.

- Kazuo e Masao Tachibana: Dois irmãos gêmeos que jogam na equipe do Hanawa. Na sua equipe, eles dois são os únicos a atacar, sendo o resto da equipe responsável pela defesa. Caracterizam-se por marcar gols com acrobacias invulgares, como a Catapulta Infernal ou o Chute Triangular. Também são selecionados para atuar na seleção japonesa e vencem o campeonato mundial. Possuem uma jogada combinada com Jito quando jogavam pela seleção japonesa. São tirados da equipe depois de serem derrotados pelo Real Japan Seven (Os Sete Verdadeiros). Voltam restabelecidos e conseguem mais uma chance para jogar na seleção japonesa.

- Jun Misugi: Era capitão do Musashi, jogou na semifinal do campeonato Juvenil contra a equipe de Tsubasa, tinha um problema cardíaco e não podia jogar mais de 15 minutos por partida, mas fez questão de jogar contra Tsubasa, mesmo sabendo que podia ser seu último jogo. Era conhecido como aquele que podia formar linhas de impedimento. Ele é selecionado para ser técnico da seleção japonesa, mesmo assim continua limitado por causa de seu coração. Ele também ganha o privilégio de poder atuar na seleção japonesa, mas jogando apenas o que poderia jogar nos 15 minutos. Após muito tempo de preparo ele pode mais do que 15 minutos com o limite de 20 ou 30 minutos, quando estava enfrentando Kojiro na Toho, mas limitado por causa do técnico da Toho. É chamado Julian Ross na versão portuguesa.

- Ryo Ishizaki: Foi amigo de Tsubasa no Nankatsu, sendo ele o capitão da equipe, em uma partida de eliminatória para o campeonato Nacional ele machucou o guarda-redes Wakabayashi, no Road to 2002, nas demais versões gol contra, mas a equipe conseguiu chegar a final e com Genzo recuperado, venceram. Tinha uma técnica chamada de Gammen Block, quando ele defendia a bola com a cara, em que algumas vezes perdia a consciência e desmaiava.

- ElSid Pierre: Era o capitão da seleção Francesa no mundial Júnior, era conhecido como Príncipe pelas suas fãs, foi eliminado pelo Japão nas semifinais da Copa.

- Louis Napoléon: Era um atacante muito agressivo, jogava na seleção francesa e perdeu o pênalti que deu a classificação do Japão para a final do Mundial de Juniores. Usa a tecnica Cannon Shoot, a bola não pega nenhum efeito mas vai muito forte, muito difícil de pegar.

- Thoram: Baseado em Lilian Thuram, este famoso defensor francês joga no Parma e na seleção francesa. Aparece pela primeira vez no mangá em 2002, durante um jogo contra a Juventus.

- Zedane: Baseado no astro francês Zinedine Zidane. Também aparece pela primeira vez no mangá Road to 2002 como jogador do Juventus e da seleção francesa. Joga ao lado de Hyuga que compara seu estilo de jogo ao de Tsubasa.

- Trezega: Baseado em David Trezeguet, Trezaga joga no Juventus e na seleção francesa. Também aparece pela primeira vez no mangá em 2002, no jogo Juventus e Parma, onde substitui Hyuga e marca o gol da vitória da Juventus.

- Natureza: Jogador da seleção brasileira, é um dos melhores da série, no final do World Youth vai para o Real Madrid, onde poderá enfrentar Tsubasa que joga no FC Barcelona.

- Carlos Santana: Jogou pela primeira vez contra Tsubasa na final do campeonato brasileiro, onde Tsubasa venceu com o São Paulo FC (Brancos), o Flamengo (Domingos) equipe de Santana por 3-2. Santana foi abandonado por seus pais em um campo de futebol. No World Youth (Mundial Juvenil) acaba como marcador absoluto, chegando a marcar 3 gols em todos os jogos menos na final onde só consegue marcar um gol contra o imponente Benji. No J ele demonstra ser frio (tanto que é apelidado de "ciborgue" jogador robo) e no Road to 2002 ele possui um amigo de infância, mas este é derrotado por Tsubasa na série.

- Gino Hernandez: É guarda-redes titular e capitão da seleção italiana. No sub-16, Perde para o Japão, com um gol combinado de Tsubasa e Misaki, e outro de um Neo Tiger Shoot de Kojiro, que lhe machuca a mão. Foi depois da copa do mundo em que conhece Shingo Aoi.
- Karl-Heinz Schneider: Conhecido por jogar no Hamburgo e rival de Genzo Wakabashi. Na partida treino do Japão contra o Hamburgo, Shneider marca 7 gols contra o Japão. No jogo Japão contra a Alemanha, Wakabawashi enfrenta Shneider e um chute dele despedaça seu boné, mesmo assim o Japão vence a Alemanha. No fim da partida Shneider aparece magoado, mas o pai de Shneider recebe uma proposta de ser técnico do Juventus e que Shneider vai jogar. Contudo, ele e Wakabayashi ainda contuavam duelando.

- Yuzo Morisaki: O T do Nankatsu na ausência de Genzo na primera parte, e logo em toda a segunda parte. Joga nas partidas de preparação do sub-16 e nas eliminatórias do sub-19. De vez em quando ele se sai um Genzo escondido e faz boas defesas como contra a Tailandia e quando detém o "Kamisori Shoot" de Makoto Soda. É conhecido como "Super Ganbari Goal Keeper".
- Deuter Muller: Este é conhecido como o goleiro mítico. Este podia pegar a bola apenas com um movimento e pegar a bola com apenas uma mão. Este por sua vez treinava nas montanhas e treinava movimentos pegando pedras. Depois tentava pegar a bola enquanto tentava se desviar de pedras grandes que caía quando um caminhão de cargas despejava. Depois de enfrentar o Japão, Kojiro descobre de seu ponto fraco e levou um gol do Misaki impulsionado por Tsubasa, um chute a queima roupa do Kojiro e o chute de Trivela de Tsubasa, que levou o Japão a sua primeira conquista. Com uma mão ele estourava a bola.

- Willen Arminus: Baseado em Edgar Davids, é Meia, Craque e líder da Juventus e da seleção Holandesa, brigou com Hyuga no primeiro treino de Hyuga na Juventus, principal rival de Hyuga, mas também o jogador que mais ajudou Hyuga nas suas tentativas de gol.

- Rivaul: Baseado em Rivaldo, é o melhor jogador do mundo na série, rápido, forte e habilidoso e o principal nome do FC Barcelona (Catalunha), é o jogador que Tsubasa tenta superar. Rivaul também foi inspirado um jogador brasileiro; Rivaldo, que na época era o 10 do Barcelona.

- Shun Nitta: Enfrentou Tsubasa no torneio nacional e foi derrotado no terceiro ano da copa nacional. Ele atuou na escola Nankatsu no segundo ano junto de Tsubasa, ainda pelo bicampeonato com Urabe, Kishida e Nishio, antes de jogarem no Otomo. Joga com Tsubasa pela seleção japonesa e vence o mundial. É tirado da equipe depois de ser derrotado pelo Real Japan Seven (Os Sete Verdadeiros). Volta restabelecido e consegue mais uma chance para jogar na seleção japonesa. Ele considera Tsubasa como seu superior. Era chamado de Shinta no Road to 2002. Tem um chute especial que leva o nome de Hayabusa Shot (Chute do Falcão), onde a bola vai em alta velocidade, com muita força e de forma rasante em direção ao gol, e é conhecido pela impulsão em correr 100m em 11 segundos. Shun lembra Katagiri Munemasa de quando era jovem, agora caça talentos para representar a seleção japonesa.

- Makoto Soda: Enfrentou Tsubasa no torneio nacional e foi derrotado no terceiro ano da copa nacional. Joga com Tsubasa pela seleção japonesa e vence o mundial. É expulso injustamente pelo árbitro depois de dar uma cotovelada no Napóleon, embora seja sem querer quando fez sua última partida contra a seleção francesa. É tirado da equipe depois de ser derrotado pelo Real Japan Seven (Os Sete Verdadeiros). Volta restabelecido e consegue mais uma chance para jogar na seleção japonesa. Por alguma razão desconhecida seu sobrenome é trocado para Hayata no Captain Tsubasa 1983 e Captain Tsubasa J na versão dublada, como também o time que ele joga Azumaichi para Higachi Ichi, mas no Road 2002 seu nome é corrigido e no 2018 segue o mesmo exemplo. Suas técnicas especiais são o Kamisori Shot(Chute Navalha), que é parecido com o Drive Shot, mas a rotação da bola é feita de forma horizontal e não vertical como é o chute de Tsubasa e Kamisori Tackle (Carrinho Navalha)

- Hiroshi Jito: Enfrentou Tsubasa no torneio nacional e foi derrotado no terceiro ano da copa nacional. Possui uma grande força e faz dupla com Sano. Joga com Tsubasa pela seleção japonesa e vence o mundial. É tirado da equipe depois de ser derrotado pelo Real Japan Seven (Os Sete Verdadeiros). Volta restabelecido e consegue mais uma chance para jogar na seleção japonesa. Como em Captain Tsubasa 1983 e 2018 (série atual), ele tem uma prima chamada Yukari Nishimoto como gerente do Nankatsu, mas esta não é mencionada nas demais versões J e Road to 2002.
- Victor: Fez 10 x 0 contra o japao na final do mundial junior , joga no ACM e no Piemonte da Italia, Seu Maior Rival é Zedane.
- Munemasa Katagiri: Conhecido como caçador de talentos a buscar craques para o Japão. No passado ele jogava pelo Japão e ele sofreu uma lesão no olho direito perdendo a visão de um dos olhos. Aparentemente usando óculos escuros, somente apenas um dos olhos bons aparece com o reflexo do sol, o esquerdo. Ele tem total confiança no Japão, principalmente em Tsubasa.
- Roberto Hongo: Após ele sofrer uma cotovelada na cabeça quando jogava, ele depois descobre que este possuía um descolamento de retina. A pedido do pai de Tsubasa, ele vai para o Japão onde conhece o Tsubasa, que gostava de futebol. Depois de procurar o médico no Japão, descobre que o veredito continuava o mesmo, não poderia mais jogar futebol e ele ajuda Tsubasa em seu amadurecimento para se tornar um craque. Depois da conquista contra o Meiwa, Roberto não cumpre o combinado com Tsubasa de levá-lo para o Brasil e deixa um caderno com suas anotações e Tsubasa praticava a risca para poder melhorar fisicamente e treinava aulas para poder melhorar a sua pronúncia. Tsubasa e Roberto depois se reencontram na partida do Japão contra Alemanha e que depois convida Tsubasa para ir para o Brasil.

### Managers
- Sanae Nakazawa: Chamada de Néia no J. Conheceu Tsubasa quando ele fez o teste na escola Nankatsu contra Wakabayshi. Depois de Tsubasa fazer um gol em Wakabayashi, Sanae passa a ter uma preferência nele. Durante o segundo e o terceiro ano da copa nacional, sua paixão por Tsubasa passa a ser mútuo. No Super Campeões J, Sanae o presenteia com uma miçanga no início da copa júnior, e outra depois de Tsubasa conseguir concluir o Pontapé de trivela. No Road to 2002 o presenteia com um par de chuteiras antes de fazer o teste no São Paulo. Descrito apenas no mangá e no Capitão Tsubasa 2018, Kochi Kanda um boxeador se apaixona por Sanae e queria ter alguma coisa por ela mas esta o rejeita e tentou desafiar Tsubasa pelo amor dela, mas o chute de Tsubasa destrói as cordas do ringue, que faz Kanda desistir da luta. Logo depois Tsubasa e Sanae começam a namorar e ela estava a sua espera antes de Tsubasa partir para o Brasil e o presenteia com um par de chuteiras.
- Kumi Sugimoto: Ela aparece depois do arco de Nankatsu contra o Meiwa e gerente do Nankatsu com Sanae e Yukari Sugimoto, prima do Jito. Quando o Nankatsu buscava o tricampeonato, ela também começou a gostar do Tsubasa. Quando o Japão conquistou o seu primeiro campeonato, Roberto convida Tsubasa para ir para o Brasil. Antes que Tsubasa pudesse ir para o Brasil, esta se declara a Tsubasa, mas Tsubasa já gostava da Sanae e esta pede a Tsubasa que se declarasse. Apesar de saber disso, aparentou estar magoada, mas depois consegue superar. Ela não aparece ou é mencionada no J e no Road to 2002.
- Yukari Nishimoto: Ela é prima de Hiroshi Jito e gerente do Nankatsu com Sanae e Kumi. Ela aparece depois do arco de Nankatsu contra o Meiwa. Tem pouca aparição na série. Não aparece no J e no Road to 2002.
- Yayoi Aoba: Ela é gerente do Musashi e interesse romântico de Misugi. No Captain Tsubasa clássico esta se despedia de Tsubasa antes dele partir para Shizuoka. Ela depois pede a Tsubasa para Misugi ganhar a partida por causa de seu problema cardíaco. Contudo, Misugi não gostou da conduta de como Tsubasa atuava por saber de seu problema e o desafiava para poder ter uma grande partida. Tsubasa depois se recompôs e enfrenta Misugi que acaba vencendo. Ela depois tem acompanhado Misugi até em sua recuperação de seu problema, embora pudesse jogar limitado. Quando Misugi viajou para a França como técnico assistente, ela tem acompanhado Misugi até mesmo quando tem jogado em campo. Ela mantém contato com Sanae.
- Yoshiko Fujisawa: Ela é namorada do Hikaru Matsuyama e gerente com a Machiko Machida do Furano. Ela aparece no arco 2 do tricampeonato do Nankatsu. Furano e Nankatsu se enfrentam e Tsubasa se desafiava mesmo contundido usando o chute de Trivela e vence o Furano. Após a partida de Fujisawa para outro país, Matsuyama via escrito na faixa, "Eu te amo" e vai atrás de Fujisawa. Eles depois se reencontram e depois se despedem. Eles depois se reencontram na escola Furano onde vão se matricular e estudar nela. Ela não aparece no J.
- Machiko Machida: Ela também é gerente do Furano com Yoshiko Fujisawa. Tem aparecido um pouco na série. Não tem participação no J e no Road to 2002.
- Azumi Hayakawa: Ela é namorada de Taro Misaki na França. Eles se conheceram quando Taro jogava em alguma outra escola. Ela depois aparece torcendo por Taro na França. Segundo ele, ela é conhecida como a Sanae francesa. Com o fim da copa da França, quando Taro ia retornar ao Japão, ela o presenteia com um uniforme de futebol e um par de chuteiras e esta queria poder revê-lo de novo. Logo depois ela viaja para o Japão para apoiar Taro que estava depressivo por não conseguir ganhar do Kojiro, mas depois este consegue superar a depressão. Quando Taro lesionou a perna esquerda ela solicitou um médico para cuidar dele. Apenas presente no mangá e no Captain Tsubasa 2018.

## Jogos eletrónicos
O sucesso de Captain Tsubasa no Japão foi muito grande. Além de filmes, muitos jogos para consoles foram criados. Eles não seguem o padrão conhecido em jogos de futebol. Na verdade os jogos de Captain Tsubasa criaram um novo género de jogo, o Futebol\RPG. Ele é tratado por turnos, onde o jogador precisa formar estratégias para derrotar o adversário. Os primeiros jogos de Captain Tsubasa  foram produzidos pela Tecmo. Mais tarde, eles passaram a ser produzidos pela Bandai e pela Konami, e hoje tem seus jogos sendo feitos pela KLab Games. Esta é a lista completa:
- Captain Tsubasa, para NES
- Captain Tsubasa 2, para NES
- Captain Tsubasa 3, para SNES
- Captain Tsubasa 4, para SNES
- Captain Tsubasa 5, para SNES
- Captain Tsubasa VS, para Game Boy
- Captain Tsubasa para Sega CD
- Captain Tsubasa J, para SNES
- Captain Tsubasa J, para Game Boy
- Captain Tsubasa J - Get In The Tomorrow, para Playstation
- Captain Tsubasa Eikou No Kiseki, para Game Boy Advance
- Captain Tsubasa Aratanaru Densetsu Joshou, para Playstation
- Captain Tsubasa Ougonsedai No Chousen, para Game Cube
- Captain Tsubasa New Kick Off, para Nintendo DS
- Captain Tsubasa 2002 Jikkyou Typing, para Computador
- Captain Tsubasa, para Playstation 2
- Captain Tsubasa: Tatakae Dream Team,[6] para Android
- Captain Tsubasa: Rise of New Champions, para PlayStation 4, Nintendo Switch e PC (2020)